# Schoenlandella striatifrons
Schoenlandella striatifrons är en stekelart som först beskrevs av Charles Thomas Brues 1926.  Schoenlandella striatifrons ingår i släktet Schoenlandella och familjen bracksteklar. Inga underarter finns listade i Catalogue of Life.